# 土佐屋
株式会社土佐屋（とさや）は、鹿児島県鹿児島市宇宿二丁目に本社を置き、建設資材の販売を行う商社で、ゴルフ場とホテルのリゾート事業なども展開している。グループ企業で生コンクリートの製造販売、コンクリート製品の製造販売や運送業などを展開している。

## 沿革
土佐屋は1913年（大正2年）に加藤覚次郎商店として創設された。1948年（昭和23年）に株式会社土佐屋金物店として株式会社となり、1950年（昭和25年）に土佐屋金物店株式会社に改称した。1974年（昭和49年）3月に株式会社土佐屋と改称している。

## 事業
土佐屋本体ではセメント建材の販売事業と建設用鋼材の販売を行っている。
インテリア事業部では、インテリア商材の販売とLEDの販売も行っている。
環境事業部では、土佐屋リサイクルセンターを霧島市溝辺に置き、木チップの製造を行っている。
また運送部門として土佐屋運輸を、生コンクリートの製造販売事業部門として土佐屋生コンクリートを、コンクリート製品事業部門として土佐屋コンクリート工業を持ち、福祉介護事業として、土佐屋ウェルケアを運営している。
さらにリゾート事業部門として、かごしま空港36カントリークラブと溝辺カントリークラブの2つのゴルフ場を運営している。なお、かごしま空港ホテル（1972年開業）も経営してきたが2024年3月末で閉館し、タカラレーベンが土地と建物を購入した上で建て替え、2026年12月ごろに新ホテルをオープンさせることになった。